# 金子仁美
金子 仁美（かねこ ひとみ、1965年11月2日 - ）は、日本の現代音楽作曲家。現代音楽の演奏団体 Ensemble Vivo 創始者・主宰者。桐朋学園大学音楽学部教授。

## 経歴
東京都生まれ。桐朋学園大学作曲理論学科作曲科卒業、同大学研究科修了。フランス政府給費留学生として渡仏し、パリ国立高等音楽院作曲科に入学して学ぶ。1997年にはIRCAM（フランス国立音響音楽研究所）の研究員となる。
ユネスコ国際作曲家会議、ダルムシュタット夏期音楽祭、モザイコ音楽祭、秋吉台国際20世紀音楽祭、北とぴあ国際音楽祭、ブカレスト「現代音楽週間」、ヘームシュテッド（オランダ）「現代音楽週間」、アジア女性作曲家フォーラム、国際現代音楽祭Festival MANCA（ニース）、Music from Japan 2010（ニューヨーク）など国内外の音楽祭で作曲作品が演奏されたことがある。また、BBC交響楽団、新日本交響楽団、東京シンフォニエッタ、NHK交響楽団といった主要オーケストラで作品が取り上げられた。

## 受賞
- 1988年：日仏現代音楽作曲コンクール第1位
- 第59回日本音楽コンクール作曲部門第1位
- 第9回村松賞